# Sustav organa
Sustav organa je skup svih organa koji imaju zajedničku funkciju i vrše određeni zadatak u organizmu. 
Jednostavni sustavi organa kod ljudi, sisavaca i drugih životinja su oni koji se sastoje od grupe vrlo sličnih ili čak istih organa. Primjeri takvih sustava su kardiovaskularni, dišni i živčani sustav.
Skup svih sustava organa čini organizam.

## Ljudski sustavi
Ljudski organizam se sastoji od mnogo sustava organa s određenom funkcijom. Oni su svi potrebni za pravilan rad ljudskog tijela. Sustave organa proučava anatomija.
Sustavi organa kod ljudi i mnogih životinja:
- krvožilni sustav: kolanje krvi organizmom
- probavni sustav: probava i razgradnja hrane u tijelu
- endokrini sustav: djelovanje žlijezda i hormona u tijelu
- limfni sustav: kolanje limfe organizmom
- mišićni sustav: pokretanje mišića
- živčani sustav: prijenos i obrada informacija
- spolni sustav: razmnožavanje
- dišni sustav: disanje
- koštani sustav čovjeka - sustav kosti i zglobova: potporanj tijela
- mokraćni sustav: izlučivanje mokraće i mokrenje
- osjetilni sustav - sustav različitih osjetila u tijelu

## Biološki sustavi
Osim ljudskih sustava, u biologiji se uz navedene sustave navodi još i pokrovni sustav odn. integumentni sustav koji se zbog kompleksnosti građe i funkcije kod brojnih organizama smatra jednim od organskih sustava.